# ウィラメット・ヴァレー・ヴィンヤーズ
ウィラメット・ヴァレー・ヴィンヤーズ（英: Willamette Valley Vineyards）は、アメリカ合衆国オレゴン州ターナーにあるワイナリーである。名称をウィラメット渓谷に由来するこのワイナリーは、オレゴン州有数のピノ・ノワール生産業者であるほか、シャルドネやピノ・グリのディジョン・クローンの生産業者でもある。1983年に設立者兼ワイン栽培家のジム・バーナゥが購入したエステート・ヴィンヤードで、葡萄栽培が開始された。1989年、このワイナリーの株式が公開されると、多くのワイン愛好家が株を入手した。1997年、オレゴン州内有数の歴史を誇るトゥアラティン・エステーツを購入し、ピノ・ノワール、ピノ・グリ、シャルドネ、および他の寒冷な気候の品種の栽培を拡大した。現在、両葡萄園はLIVE（Low Input Viticulture & Enology、持続可能なワイン農業基準）とSalmon safe（天然の鮭を保護する基準）の認定を受けている。